# Leichtathletik-Weltmeisterschaften 2001/200 m der Männer

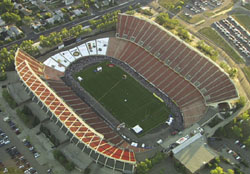
Das Commonwealth Stadium von Edmonton im Jahr 2005

Der 200-Meter-Lauf der Männer bei den Leichtathletik-Weltmeisterschaften 2001 wurde vom 7. bis 9. August 2001 im Commonwealth Stadium der kanadischen Stadt Edmonton ausgetragen.
Weltmeister wurde der griechische Olympiasieger von 2000 Konstantinos Kenteris. Er gewann vor dem Jamaikaner Christopher Williams, der zuvor mit zwei Staffeln seines Landes Medaillen errungen hatte: Olympische Spiele 2000: Bronze (4 × 400 m) /  Panamerikanische Spiele 1999: Silber (4 × 100 m). Auch hier in Edmonton gab es für ihn wieder Bronze über 4 × 400 m. Auf den dritten Platz erreichten zwei Sprinter zeitgleich gemeinsam das Ziel: Kim Collins aus St. Kitts und Nevis und der US-Amerikaner Shawn Crawford.

## Bestehende Rekorde
| Weltrekord               | 19,32 s | Michael Johnson | OS 1996 in Atlanta, USA       | 1. August 1996  |
| Weltmeisterschaftsrekord | 19,79 s | Michael Johnson | WM 1995 in Göteborg, Schweden | 11. August 1995 |

Der bestehende WM-Rekord wurde bei diesen Weltmeisterschaften nicht eingestellt und nicht verbessert.
Es gab eine Weltjahresbestleistung und fünf Landesrekorde.
- Weltjahresbestleistung:
  - 20,03 s – Konstantinos Kenteris (Griechenland), zweites Halbfinale bei einem Rückenwind von 0,7 m/s
- Landesrekorde:
  - 20,23 s – Stéphan Buckland (Mauritius), erstes Viertelfinale bei einem Rückenwind von 1,2 m/s
  - 20,15 s – Stéphan Buckland (Mauritius), erstes Halbfinale bei einem Rückenwind von 0,1 m/s
  - 20,31 s – Joseph Batangdon (Kamerun), erstes Viertelfinale bei einem Rückenwind von 1,2 m/s
  - 20,25 s – Kim Collins (St. Kitts und Nevis), drittes Viertelfinale bei einem Gegenwind von 0,3 m/s
  - 20,20 s – Kim Collins (St. Kitts und Nevis), Finale bei einem Rückenwind von 0,1 m/s

## Doping
In diesem Wettbewerb gab es zwei Dopingfälle.
- Der im Viertelfinale ausgeschiedene Franzose Christophe Cheval wurde zweimal positiv auf Nandrolon getestet. Seine Resultate bei diesen Weltmeisterschaften – auch mit der 4-mal-100-Meter-Staffel seines Landes – wurden annulliert und erhielt eine Sperre von zwei Jahren.[2]
- Dem US-Amerikaner Ramon Clay, ebenfalls im Viertelfinale ausgeschieden, wurde für den Zeitraum von 2000 bis 2005 die Verwendung von Steroiden nachgewiesen. Alle seine Ergebnisse aus diesem Zeitraum wurden annulliert und erhielt eine Sperre von zwei Jahren, nachdem er allerdings bereits vom aktiven Leistungssport zurückgetreten war.[3]

Leidtragende waren zwei Sprinter, deren Leistungen sie zur Teilnahme am Viertelfinale berechtigt hätten:
- André da Silva, Brasilien – Teilnahmeberechtigung über seinen vierten Platz im zweiten Vorlauf
- Éric Pacôme N'Dri, Elfenbeinküste – Teilnahmeberechtigung über seine Zeit von 20,87 s im siebten Vorlauf

## Vorrunde
Die Vorrunde wurde in sieben Läufen durchgeführt. Die ersten vier Athleten pro Lauf – hellblau unterlegt – sowie die darüber hinaus vier zeitschnellsten Läufer – hellgrün unterlegt – qualifizierten sich für das Viertelfinale.

### Vorlauf 1
7. August 2001, 9:45 Uhr
Wind: +0,3 m/s
| Platz | Name               | Nation     | Zeit (s) |
| ----- | ------------------ | ---------- | -------- |
| 1     | Shingo Suetsugu    | Japan      | 20,53    |
| 2     | Stéphan Buckland   | Mauritius  | 20,61    |
| 3     | Gennadiy Chernovol | Kasachstan | 20,65    |
| 4     | Claudinei da Silva | Brasilien  | 20,78    |
| 5     | Ricardo Williams   | Jamaika    | 20,85    |
| 6     | Christie Van Wyk   | Namibia    | 21,25    |
| 7     | Rika Fardani       | Indonesien | 21,87    |
| 8     | Jayson Jones       | Belize     | 22,13    |

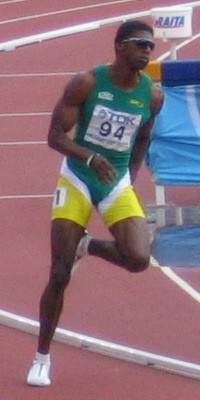
André da Silva schied mit 21,00 s aus, hätte jedoch nach der Disqualifikation der Dopingsünder am Viertelfinale teilnehmen dürfen

### Vorlauf 2
7. August 2001, 9:52 Uhr
Wind: +0,1 m/s
| Platz | Name              | Nation         | Zeit (s)                                            |
| ----- | ----------------- | -------------- | --------------------------------------------------- |
| 1     | Marco Torrieri    | Italien        | 20,63                                               |
| 2     | Heber Viera       | Uruguay        | 20,69                                               |
| 3     | Dwain Chambers    | Großbritannien | 20,80                                               |
| 4     | André da Silva    | Brasilien      | 21,00 eigentlich für das Viertelfinale qualifiziert |
| 5     | Jermaine Joseph   | Kanada         | 21,17                                               |
| 6     | Conrad Rdechor    | Palau          | 22,86                                               |
| DOP   | Christophe Cheval | Frankreich     | für das Viertelfinale zugelassen                    |
| DNS   | Mourade Mze Ali   | Komoren        |                                                     |

### Vorlauf 3
7. August 2001, 9:59 Uhr
Wind: −1,6 m/s
| Platz | Name                  | Nation                   | Zeit (s)                          |
| ----- | --------------------- | ------------------------ | --------------------------------- |
| 1     | Konstantinos Kenteris | Griechenland             | 20,46                             |
| 2     | Marlon Devonish       | Großbritannien           | 20,58                             |
| 3     | Caimin Douglas        | Niederländische Antillen | 20,63                             |
| 4     | Marcus La Grange      | Südafrika                | 20,69                             |
| 5     | Radek Zachoval        | Tschechien               | 21,03                             |
| 6     | Chang Po-Chih         | Chinesisch Taipeh        | 21,63                             |
| DSQ   | Keita Cline           | Britische Jungferninseln | IAAF Rule 163.3b – Bahnübertreten |

### Vorlauf 4
7. August 2001, 10:06 Uhr
Wind: +0,1 m/s
| Platz | Name               | Nation        | Zeit (s) |
| ----- | ------------------ | ------------- | -------- |
| 1     | Shawn Crawford     | USA           | 20,46    |
| 2     | Joseph Batangdon   | Kamerun       | 20,58    |
| 3     | Alexander Kosenkow | Deutschland   | 20,63    |
| 4     | Toshiyuki Fujimoto | Japan         | 20,77    |
| 5     | Corné du Plessis   | Südafrika     | 20,92    |
| 6     | Salem al-Yami      | Saudi-Arabien | 21,03    |
| 7     | Darren Tuitt       | Montserrat    | 21,94    |

### Vorlauf 5
7. August 2001, 10:13 Uhr
Wind: −0,6 m/s
| Platz | Name              | Nation         | Zeit (s)                         |
| ----- | ----------------- | -------------- | -------------------------------- |
| 1     | Christian Malcolm | Großbritannien | 20,37                            |
| 2     | Troy Douglas      | Niederlande    | 20,65                            |
| 3     | John Ertzgaard    | Norwegen       | 20,68                            |
| 4     | Dominic Demeritte | Bahamas        | 20,75                            |
| 5     | Juan Pedro Toledo | Mexiko         | 20,83                            |
| DOP   | Ramon Clay        | USA            | für das Viertelfinale zugelassen |
| DNS   | Frank Fredericks  | Namibia        |                                  |

### Vorlauf 6

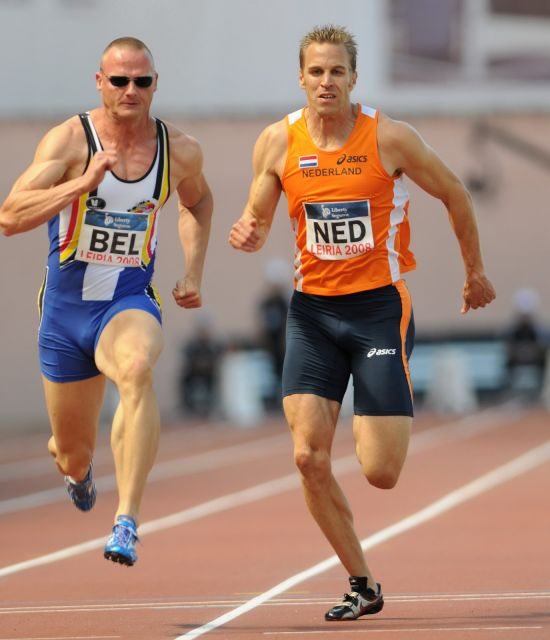
Erik Wijmeersch (links) scheiterte als Fünfter seines Rennens in der Vorrunde
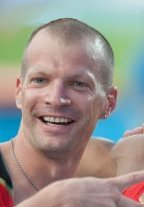
Tobias Unger – sein sechster Rang im sechsten Vorlauf reichte nicht zur Teilnahme am Viertelfinale

7. August 2001, 10:20 Uhr
Wind: +1,1 m/s
| Platz | Name            | Nation      | Zeit (s) |
| ----- | --------------- | ----------- | -------- |
| 1     | Kevin Little    | USA         | 20,36    |
| 2     | Tommi Hartonen  | Finnland    | 20,57    |
| 3     | Uchenna Emedolu | Nigeria     | 20,58    |
| 4     | Frédéric Krantz | Frankreich  | 20,84    |
| 5     | Erik Wijmeersch | Belgien     | 21,17    |
| 6     | Tobias Unger    | Deutschland | 21,30    |
| 7     | Wai-Kun Lei     | Macau       | 21,63    |

### Vorlauf 7
7. August 2001, 10:27 Uhr
Wind: +0,5 m/s
| Platz | Name                       | Nation              | Zeit (s)                                            |
| ----- | -------------------------- | ------------------- | --------------------------------------------------- |
| 1     | Christopher Williams       | Jamaika             | 20,25                                               |
| 2     | Kim Collins                | St. Kitts und Nevis | 20,41                                               |
| 3     | Marcin Urbaś               | Polen               | 20,41                                               |
| 4     | Oumar Loum                 | Senegal             | 20,51                                               |
| 5     | Ryo Matsuda                | Japan               | 20,79                                               |
| 6     | Éric Pacôme N'Dri          | Elfenbeinküste      | 20,87 eigentlich für das Viertelfinale qualifiziert |
| 7     | Patrick van Balkom         | Niederlande         | 20,96                                               |
| 8     | Hamoud Abdallah al-Dalhami | Oman                | 21,45                                               |

## Viertelfinale
Aus den vier Viertelfinalläufen qualifizierten sich die jeweils ersten vier Athleten – hellblau unterlegt – für das Halbfinale.

### Viertelfinallauf 1
7. August 2001, 18:55 Uhr
Wind: +1,2 m/s
| Platz | Name               | Nation         | Zeit (s) |
| ----- | ------------------ | -------------- | -------- |
| 1     | Christian Malcolm  | Großbritannien | 20,13    |
| 2     | Shawn Crawford     | USA            | 20,19    |
| 3     | Stéphan Buckland   | Mauritius      | 20,23 NR |
| 4     | Joseph Batangdon   | Kamerun        | 20,31 NR |
| 5     | Oumar Loum         | Senegal        | 20,43    |
| 6     | Gennadiy Chernovol | Kasachstan     | 20,71    |
| 7     | Frédéric Krantz    | Frankreich     | 21,02    |
| DSQ   | Ryo Matsuda        | Japan          | [ 4 ]    |

### Viertelfinallauf 2

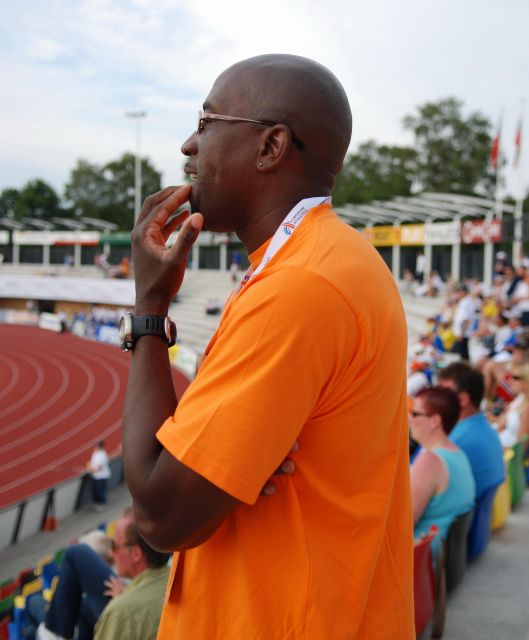
Troy Douglas verpasste die Halbfinalteilnahme um einen Rang
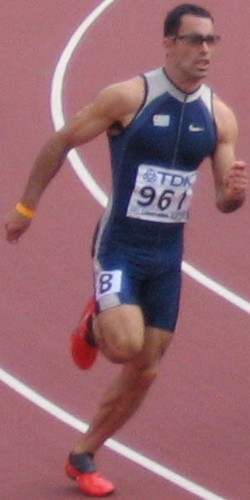
Heber Viera wurde Siebter in seinem Viertelfinalrennen und schied damit aus

7. August 2001, 19:01 Uhr
Wind: +1,1 m/s
| Platz | Name                  | Nation         | Zeit (s) |
| ----- | --------------------- | -------------- | -------- |
| 1     | Konstantinos Kenteris | Griechenland   | 20,30    |
| 2     | Marco Torrieri        | Italien        | 20,43    |
| 3     | Marlon Devonish       | Großbritannien | 20,44    |
| 4     | Shingo Suetsugu       | Japan          | 20,48    |
| 5     | Troy Douglas          | Niederlande    | 20,54    |
| 6     | Ricardo Williams      | Jamaika        | 20,65    |
| 7     | Heber Viera           | Uruguay        | 20,83    |
| 8     | Dominic Demeritte     | Bahamas        | 20,86    |

### Viertelfinallauf 3

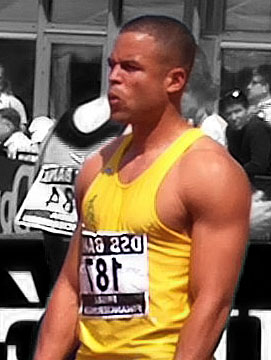
Caimin Douglas scheiterte als Siebter seines Rennens im Viertelfinale

7. August 2001, 19:07 Uhr
Wind: −0,3 m/s
| Platz | Name                 | Nation                   | Zeit (s) |
| ----- | -------------------- | ------------------------ | -------- |
| 1     | Christopher Williams | Jamaika                  | 20,24    |
| 2     | Kim Collins          | St. Kitts und Nevis      | 20,25 NR |
| 3     | Uchenna Emedolu      | Nigeria                  | 20,48    |
| 4     | Toshiyuki Fujimoto   | Japan                    | 20,78    |
| 5     | Juan Pedro Toledo    | Mexiko                   | 20,80    |
| 6     | Marcus La Grange     | Südafrika                | 20,83    |
| 7     | Caimin Douglas       | Niederländische Antillen | 20,87    |
| DOP   | Ramon Clay           | USA                      |          |

### Viertelfinallauf 4

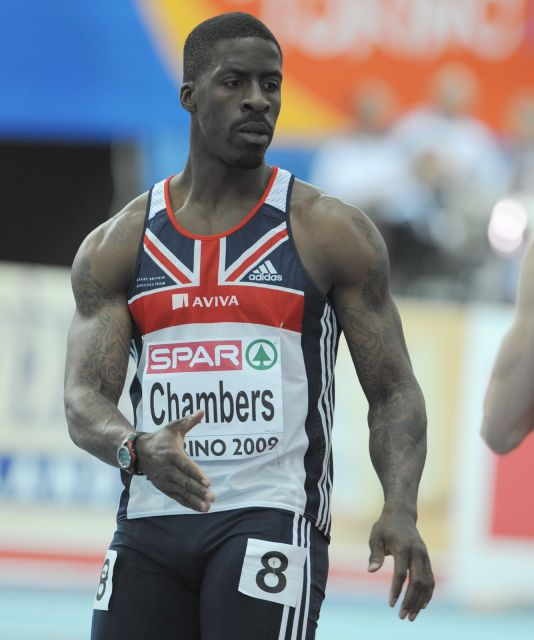
Für Dwain Chambers, deutlich erfolgreicher über 100 Meter, reichte es mit Rang fünf in seinem Viertelfinale nicht für die nächste Runde
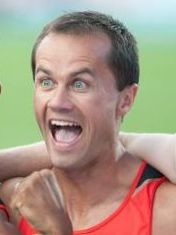
Nach Erreichen des Viertelfinales ging es für Alexander Kosenkow nicht mehr weiter
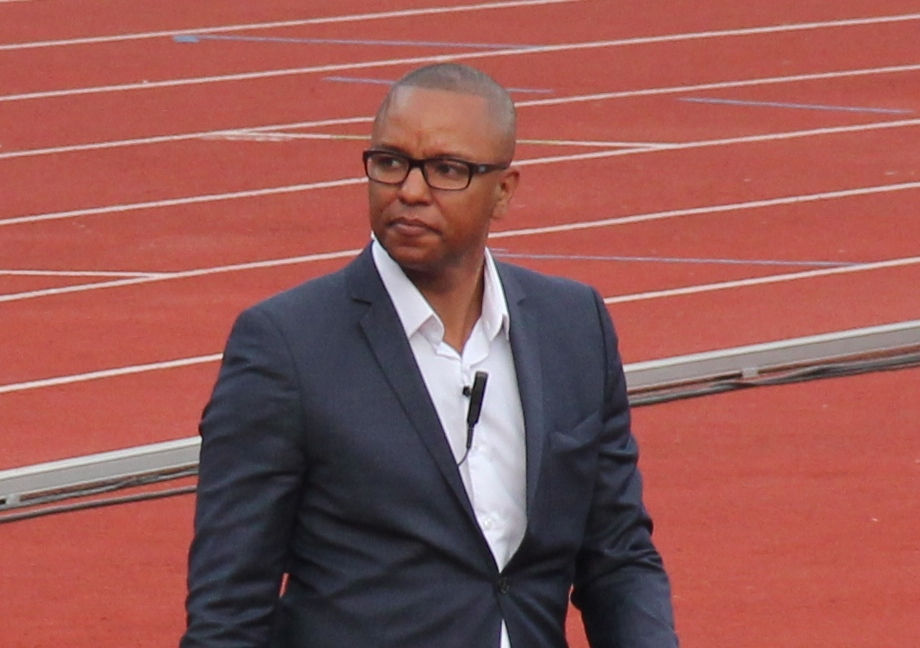
Wie über 100 Meter endeten die Weltmeisterschaften für John Ertzgaard auch über 200 Meter im Viertelfinale

7. August 2001, 19:13 Uhr
Wind: −1,4 m/s
| Platz | Name               | Nation         | Zeit (s) |
| ----- | ------------------ | -------------- | -------- |
| 1     | Kevin Little       | USA            | 20,34    |
| 2     | Marcin Urbaś       | Polen          | 20,54    |
| 3     | Tommi Hartonen     | Finnland       | 20,58    |
| 4     | Claudinei da Silva | Brasilien      | 20,58    |
| 5     | Dwain Chambers     | Großbritannien | 20,60    |
| 6     | Alexander Kosenkow | Deutschland    | 20,66    |
| 7     | John Ertzgaard     | Norwegen       | 20,88    |
| DOP   | Christophe Cheval  | Frankreich     |          |

## Halbfinale
Aus den beiden Halbfinalläufen qualifizierten sich die jeweils ersten vier Athleten – hellblau unterlegt – für das Finale.

### Halbfinallauf 1

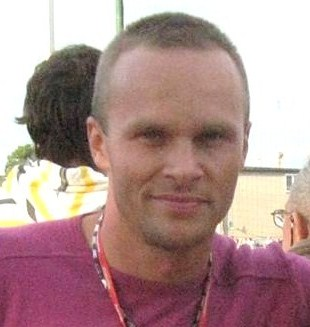
Marcin Urbaś schaffte es bis ins Halbfinale und schied dann als Fünfter seines Rennens aus

8. August 2001, 18:45 Uhr
Wind: +0,1 m/s
| Platz | Name               | Nation              | Zeit (s) |
| ----- | ------------------ | ------------------- | -------- |
| 1     | Christian Malcolm  | Großbritannien      | 20,08    |
| 2     | Kevin Little       | USA                 | 20,13    |
| 3     | Stéphan Buckland   | Mauritius           | 20,15 NR |
| 4     | Kim Collins        | St. Kitts und Nevis | 20,26    |
| 5     | Marcin Urbaś       | Polen               | 20,48    |
| 6     | Toshiyuki Fujimoto | Japan               | 20,56    |
| 7     | Tommi Hartonen     | Finnland            | 20,65    |
| 8     | Joseph Batangdon   | Kamerun             | 20,66    |

### Halbfinallauf 2
8. August 2001, 18:52 Uhr
Wind: +0,7 m/s
| Platz | Name                  | Nation         | Zeit (s) |
| ----- | --------------------- | -------------- | -------- |
| 1     | Konstantinos Kenteris | Griechenland   | 20,03 WL |
| 2     | Christopher Williams  | Jamaika        | 20,11    |
| 3     | Shawn Crawford        | USA            | 20,21    |
| 4     | Marlon Devonish       | Großbritannien | 20,29    |
| 5     | Marco Torrieri        | Italien        | 20,38    |
| 6     | Shingo Suetsugu       | Japan          | 20,39    |
| 7     | Uchenna Emedolu       | Nigeria        | 20,40    |
| 8     | Claudinei da Silva    | Brasilien      | 20,64    |

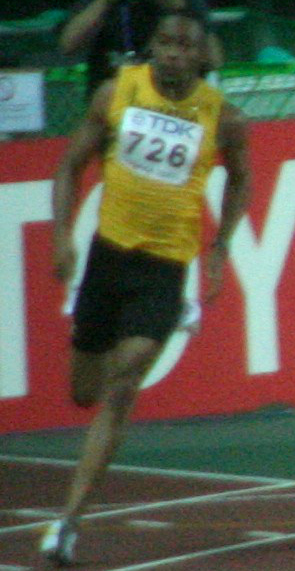
Vizeweltmeister Christopher Williams errang nach Erfolgen mit Staffeln seines Landes seine erste Einzelmedaille
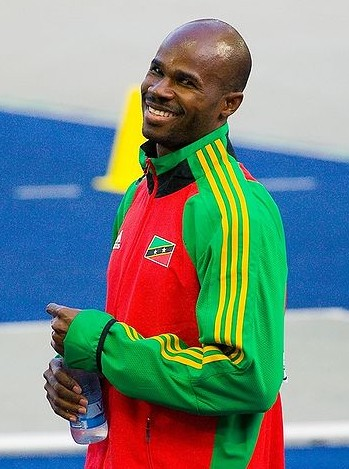
Kim Collins war einer von zwei gleichplatzierten Bronzemedaillengewinnern – 2003 wurde er 100-Meter-Weltmeister

## Finale
9. August 2001, 21:40 Uhr
Wind: +0,1 m/s
| Platz | Name                  | Nation              | Zeit (s) |
| ----- | --------------------- | ------------------- | -------- |
| 1     | Konstantinos Kenteris | Griechenland        | 20,04    |
| 2     | Christopher Williams  | Jamaika             | 20,20    |
| 3     | Kim Collins           | St. Kitts und Nevis | 20,20 NR |
| 3     | Shawn Crawford        | USA                 | 20,20    |
| 5     | Christian Malcolm     | Großbritannien      | 20,22    |
| 6     | Stéphan Buckland      | Mauritius           | 20,24    |
| 7     | Kevin Little          | USA                 | 20,25    |
| 8     | Marlon Devonish       | Großbritannien      | 20,38    |

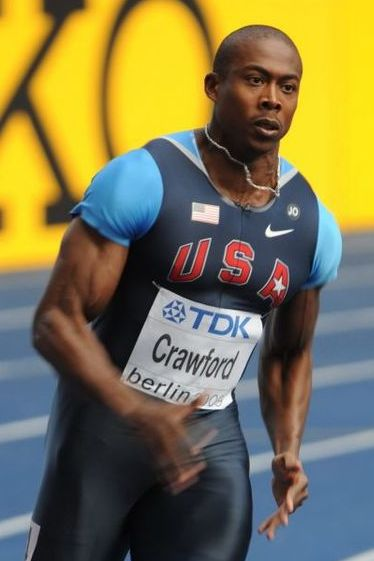
Der zweite Bronzemedaillengewinner Shawn Crawford
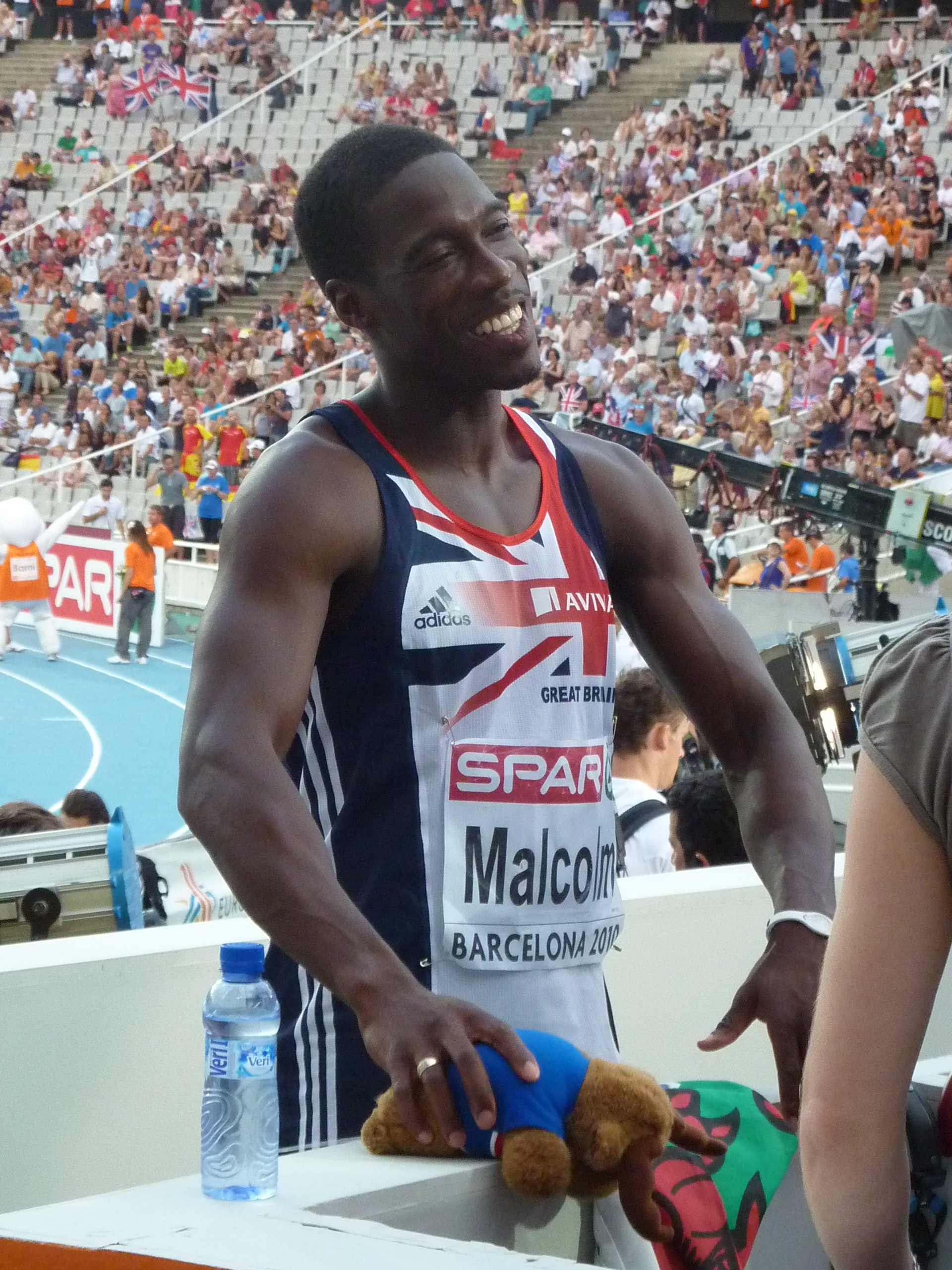
Christian Malcolm belegte Rang fünf
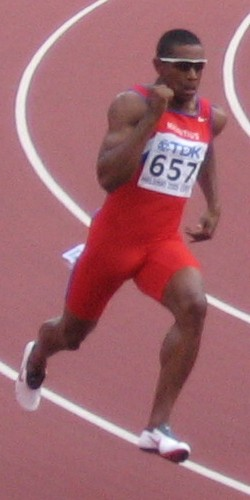
Stéphan Buckland war zweimal Landesrekord für Mauritius gelaufen und erreichte Platz sechs
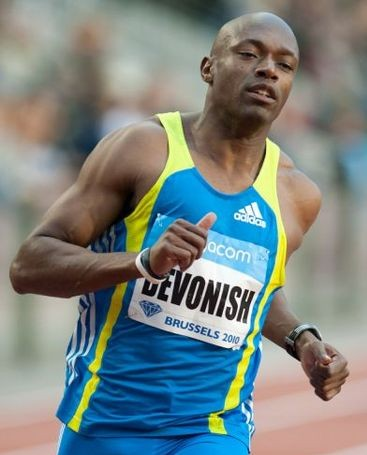
Marlon Devonish hatte 1999 WM-Silber mit der britischen Sprintstaffel gewonnen und kam hier auf den achten Platz

## Video
- World Championship Edmonton 2001-Konstadinos Kederis Gold medal 200m men 20,04sec auf youtube.com, abgerufen am 6. August 2020